# Mylabris viridescens
Mylabris viridescens es una especie de coleóptero de la familia Meloidae.

## Distribución geográfica
Habita en Etiopía.